# 존 루이스 개디스

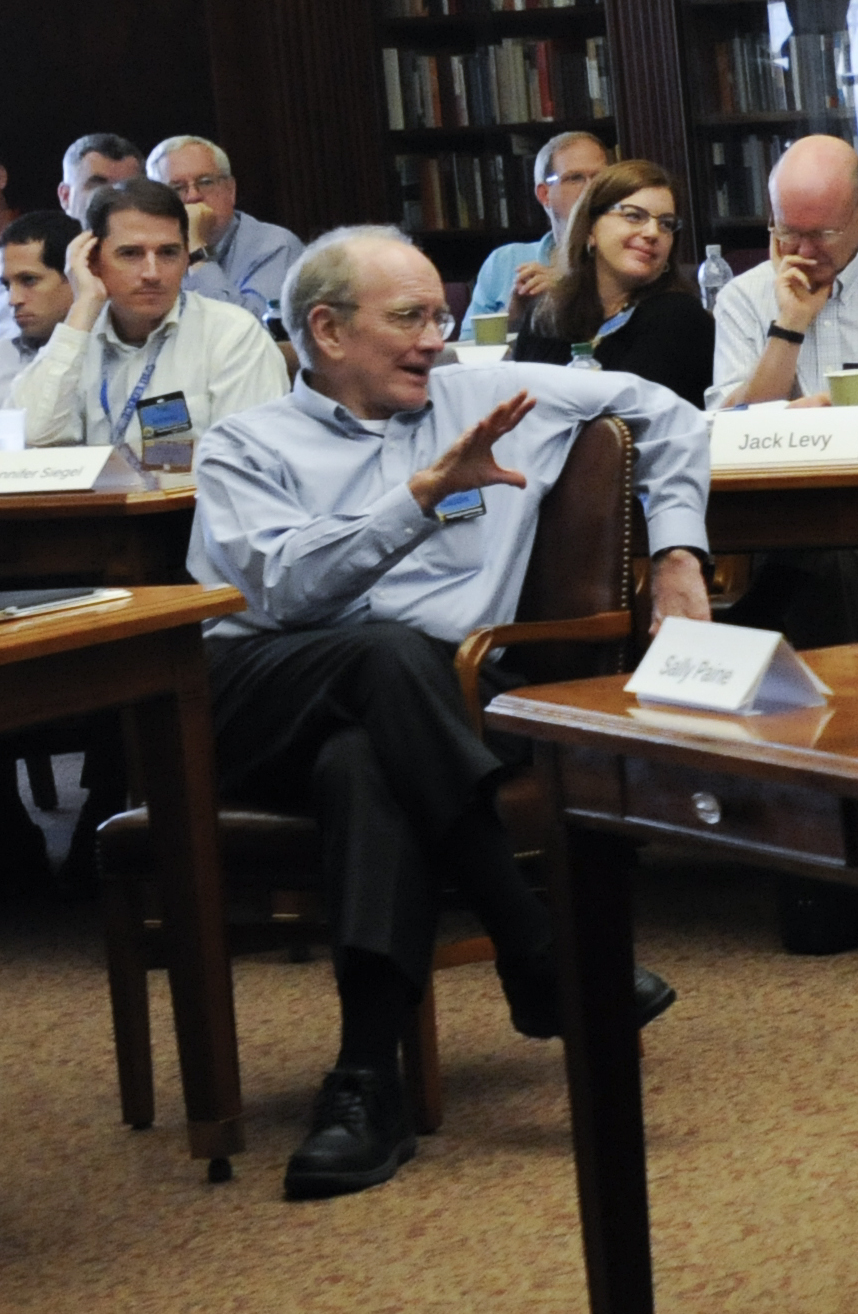

존 루이스 개디스(John Lewis Gaddis, 1941년생)는 예일 대학교의 군사 및 해군 역사학 교수이다. 그는 냉전과 대전략에 대한 작업으로 가장 잘 알려져 있다. 개디스는 20세기 미국 정치가 조지 케넌의 공식 전기 작가이기도 하다.

## 전기
개디스는 1941년 텍사스주 코툴라에서 태어났다. 그는 오스틴에 있는 텍사스 대학교에서 1963년에 학사, 1965년에 석사, 1968년에 박사 학위를 받았다.
1975-77 학년도에 Gaddis는 미국 해군참모대학교의 전략 객원 교수였다. 그는 1992-93년에 옥스퍼드 대학에서 미국사를 가르치는 Harmsworth 방문 교수였다. 프린스턴 대학교와 헬싱키 대학교에서 방문직을 역임했다. 1992년 미국외교사학회 회장을 역임했다.
1997년에 그는 예일 대학교로 옮겨 군사 및 해군 역사의 교수가 되었다.

## 학술
Gaddis는 아마도 냉전에 관해 영어로 저술한 가장 잘 알려진 역사가일 것이다. 아마도 그의 가장 유명한 작품은 매우 영향력 있는 봉쇄 전략(Strategies of Containment, 1982; rev. 2005)으로, 냉전 시대의 미국 대통령들이 소련에 대항하여 사용한 봉쇄 이론과 실천을 자세히 분석 했지만 그의 1983년 증류법은 수정주의 이후의 학문적 연구도 마찬가지로 이후의 냉전 연구를 안내하는 주요 채널이 되었다.
냉전(Cold War, 2005)은 냉전의 역사와 영향에 대한 고찰로 묘사되었다. 비판가들은 덜 감명을 받았는데, 토니 주트는 이 책을 "미국 냉전의 역사: 미국에서 본 것처럼, 미국에서 경험한 대로, 많은 미국 독자들이 가장 공감할 만한 방식으로 이야기한 것"과 데이비드 S. 페인터는 그것이 "포괄적이지 않은" "미국 정책 및 정책 입안자들에 대한 신중하게 만들어진 방어"라고 썼다.
조지 케넌의 2011년 전기는 퓰리처상을 비롯한 여러 상을 수상했다.

## 정치적 입장
개디스는 그의 연설 작가들에게 제안을 하는 조지 W. 부시 제43대 대통령의 "명백한 추종자"로 묘사되었다. 부시는 퇴임 후 개디스의 추천으로 취미로 그림을 그리기 시작했다.
미국이 이라크를 침공하는 동안 개디스는 "이제 세계는 민주주의를 위해 안전해야 하며 이것은 더 이상 이상주의적인 문제가 아니라 우리 자신의 안전의 문제다."라고 주장했다. 미국이 이라크를 점령하는 동안 개디스는 부시가 "2001년 9월 11일보다 국제 체제 내에서 더 강력하고 목적이 있는 행위자로 미국을 확립했다"고 주장했다.

## 같이 보기
- 봉쇄 정책